# Снежный пирог
«Снежный пирог» (англ. Snow Cake) — независимый кинофильм режиссёра Марка Эванса 2006 года с участием Алана Рикмана, Сигурни Уивер и Керри-Энн Мосс.
Снятый в канадском городе Вава (провинция Онтарио), фильм рассказывает о дружбе между страдающей аутизмом Линдой (Уивер) и Алексом (Рикман), после несчастного случая, в результате которого погибла дочь Линды.
Кинофильм был участником различных кинофестивалей — в Эдинбурге, Торонто, Сиэтле, участвовал в фестивале «Трибека», был показан на открытии Берлинского Кинофестиваля.

## Сюжет
Действие фильма происходит в канадской провинции Онтарио.
Алекс — пожилой мужчина, только что вышел из тюрьмы, в которой отбывал срок за убийство человека, сбившего автомобилем его сына. Вивьен — молодая, романтичная и эксцентричная девушка. Вивьен уговаривает Алекса подвезти её по дороге домой, к матери. Но нелепая, страшная авария, в которой Вивьен погибает, совершенно непредсказуемым образом вторгается в жизнь Алекса и матери Вивьен, Линды.

## В ролях
| Актёр            | Роль          |
| ---------------- | ------------- |
| Алан Рикман      | Алекс Хьюз    |
| Сигурни Уивер    | Линда Фриман  |
| Керри-Энн Мосс   | Мэгги         |
| Эмили Хэмпшир    | Вивьен Фриман |
| Джемс Эллоди     | Клайд         |
| Каллум Кит Ренни | Джон Нил      |
| Джули Стюарт     | Флоренс       |
| Джейн Иствуд     | Эллен         |

## Награды и номинации
- 2006 — номинация на приз «Золотой медведь» Берлинского кинофестиваля
- 2007 — премия «Джини» за лучшую женскую роль второго плана (Керри-Энн Мосс)
- 2007 — три номинации на премию «Джини»: лучшая женская роль (Сигурни Уивер), женская роль второго плана (Эмили Хэмпшир), операторская работа (Стив Косенс)